# بني فضالة الحقانية
توجد بلدية بني فضالة الحقانية بدائرة عين التوتة ولاية باتنة تحدها شمالا بلدية عين التوتة وشرقا بلديتي معافة وغربا بلدية أولاد عوف وهي بلدية تعدادها السكاني حوالي 6000 مواطن يمارس معظمهم تربية الماشية وزراعة النخيل
تصحيح  توجد بلدية بني فظالة بدائرة عين التوتة ولاية باتنة تحدها شمالا بلدية عين التوتة وشرقا تازولت  وغربا بلدية معافة وجنوبا بلدية لارباع